# Люборадув
Люборадув (пол. Luboradów) — село в Польщі, у гміні Крошниці Мілицького повіту Нижньосілезького воєводства.
Населення — 82 особи (2011).
У 1975-1998 роках село належало до Вроцлавського воєводства.

## Демографія
Демографічна структура станом на 31 березня 2011 року:
|          | Загалом | Допрацездатний вік | Працездатний вік | Постпрацездатний вік |
| -------- | ------- | ------------------ | ---------------- | -------------------- |
| Чоловіки | 40      | 13                 | 23               | 4                    |
| Жінки    | 42      | 10                 | 20               | 12                   |
| Разом    | 82      | 23                 | 43               | 16                   |